# Chester n.º 125
Chester n.º 125 es un municipio rural canadiense situado en la provincia de Saskatchewan.

## Superficie
Chester n.º 125 tiene una superficie de 817,66 km².

## Demografía
En 2021, tenía 333 habitantes, una densidad poblacional de 0,4 hab./km², y 142 viviendas.